# Bahnhof St. Anton am Arlberg
Bahnhof St. Anton am Arlberg vasútállomás Ausztriában, Sankt Anton am Arlberg városában, Innsbruck és Bludenz között. Közvetlenül a 10 648 m hosszúságú Arlbergtunnel és a Wolfsgrubentunnel között található.

## Vasútvonalak
Az állomást az alábbi vasútvonalak érintik:
- Arlbergbahn

## Kapcsolódó állomások
A vasútállomáshoz az alábbi állomások vannak a legközelebb:
- Bahnhof Landeck-Zams (Graz Hauptbahnhof, Transalpin)
- Bahnhof Langen am Arlberg (Zürich Hauptbahnhof, Transalpin)

## Forgalom
- InterCityExpress: Bécs–Innsbruck–Bregenz
- ÖBB-EuroCity: Bécs/Graz–Innsbruck–Feldkirch–Bregenz/Zürich–Bázel (CH)
- EuroNight: Bécs/Graz–Innsbruck–Feldkirch–Bregenz/Zürich (CH)
- InterCity: Innsbruck–Dortmund/Münster (D)

## Képek

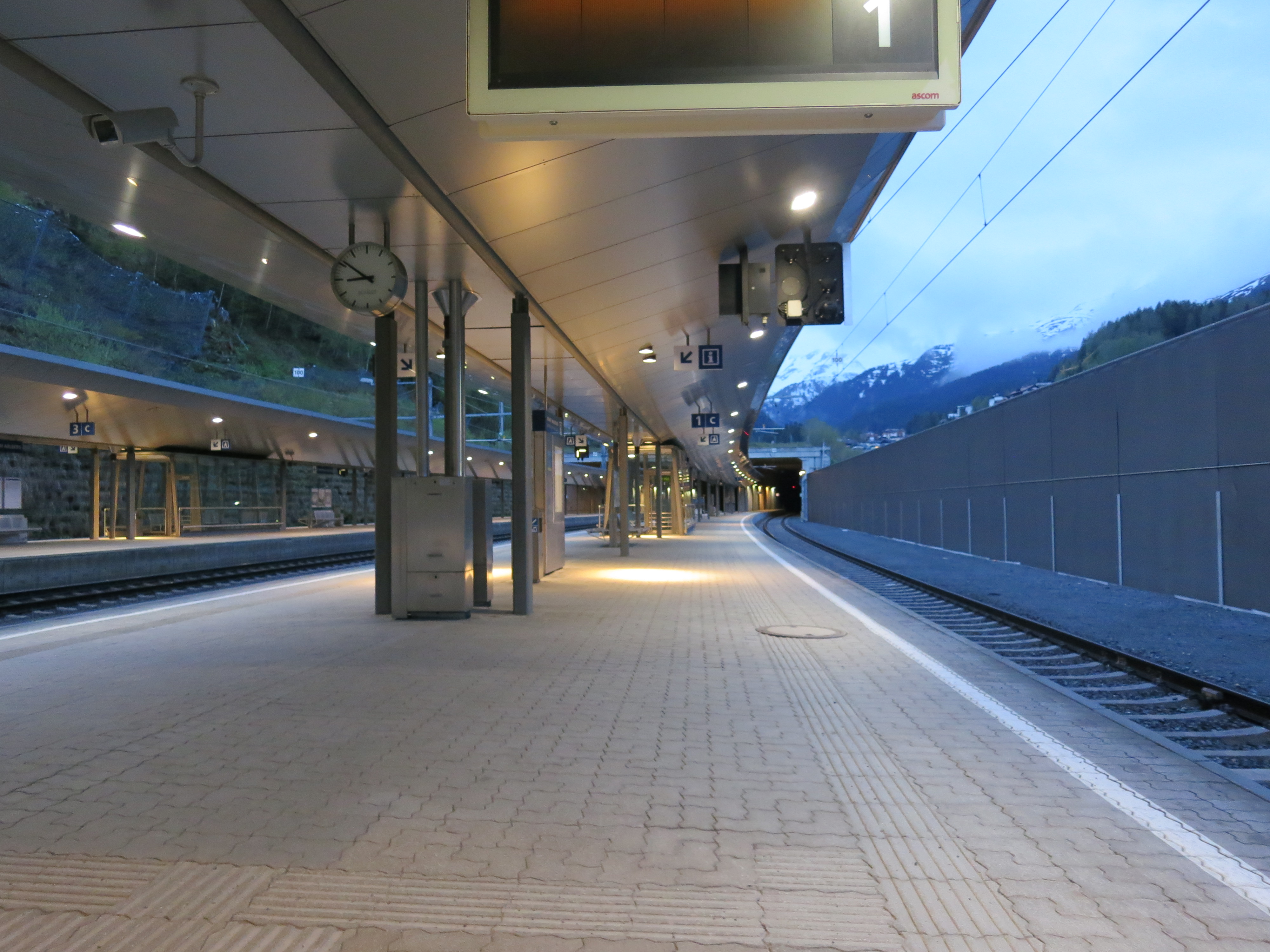
A peronok
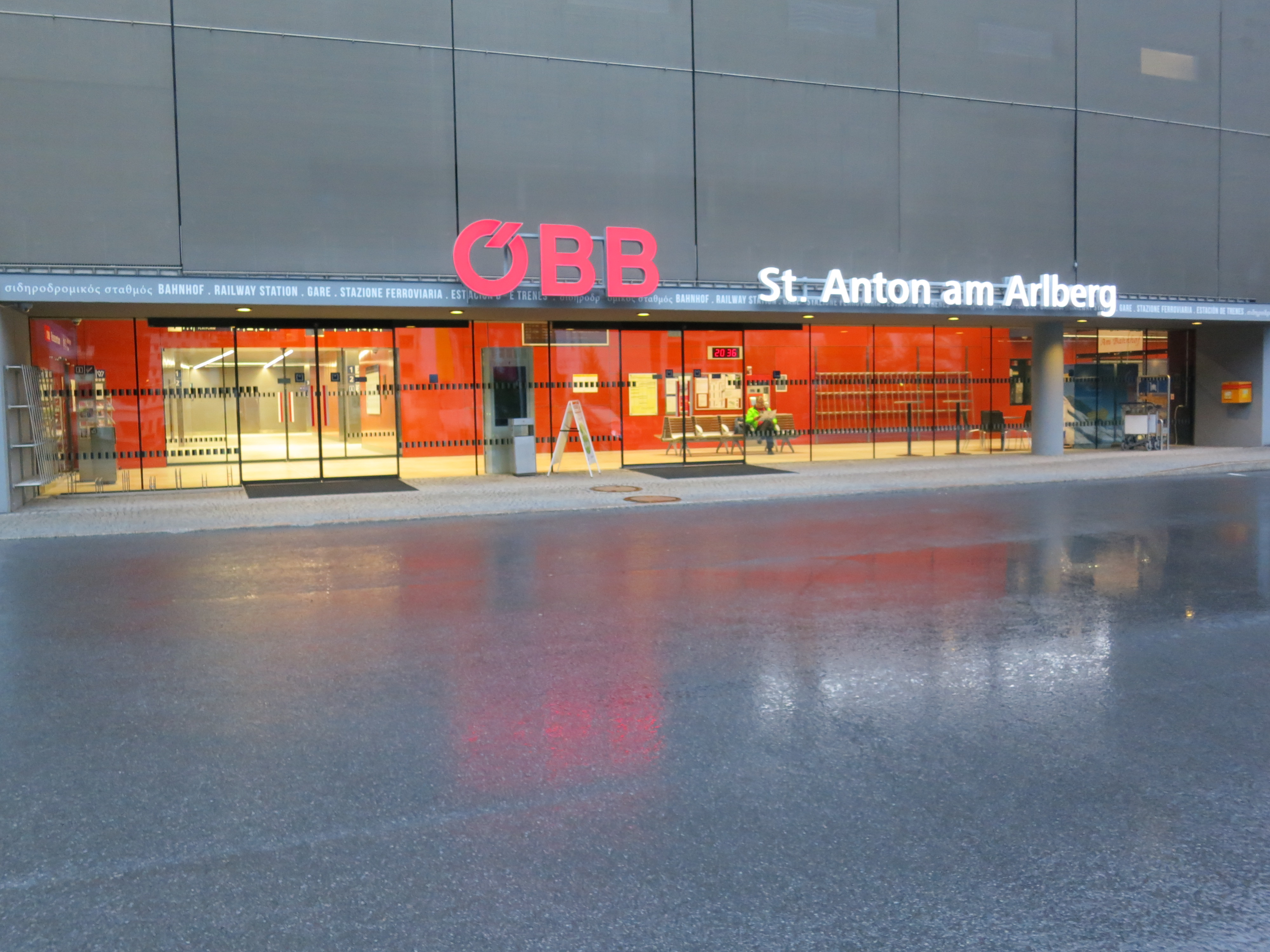
Az állomás bejárata
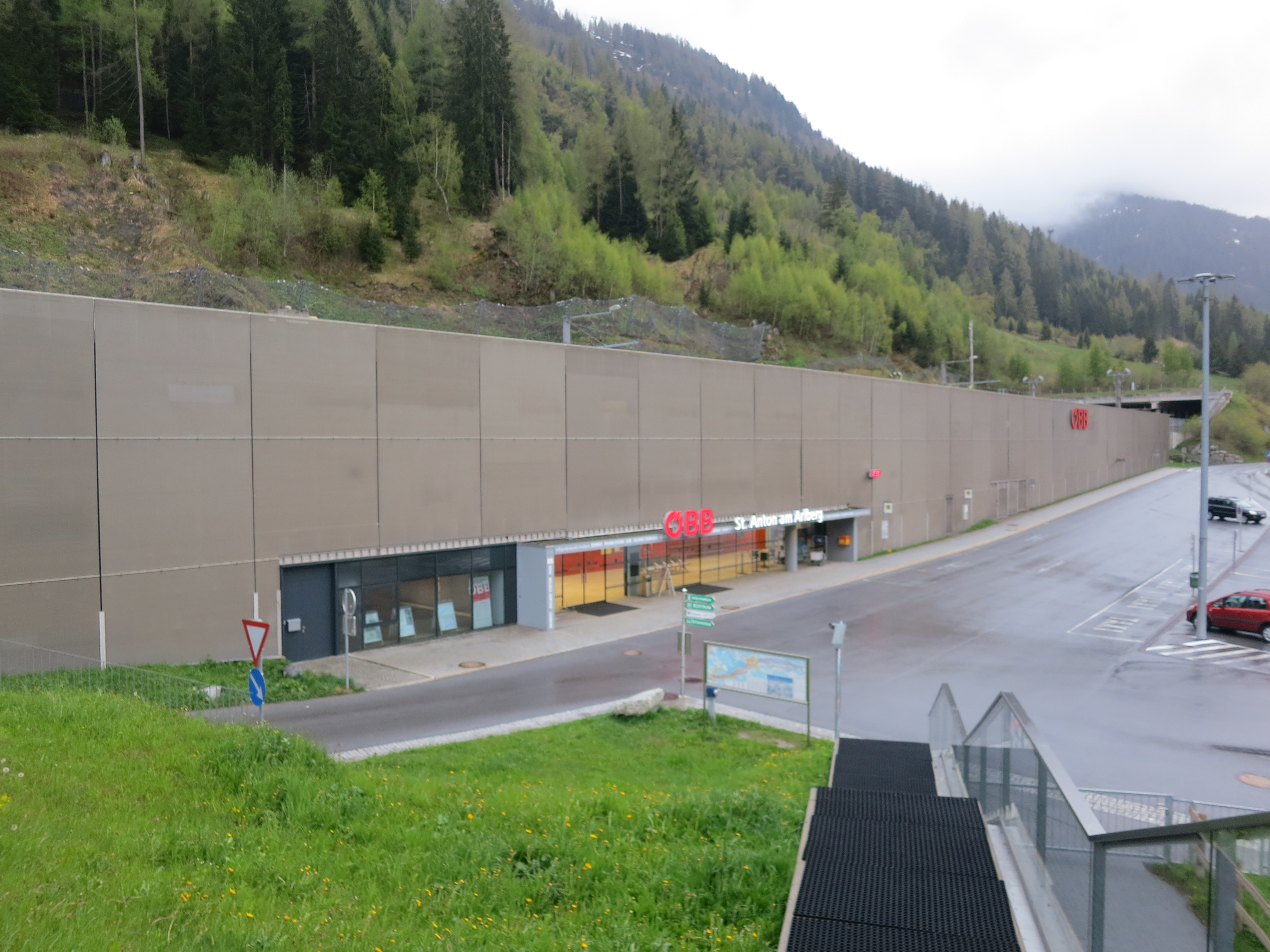
Az állomás homlokzata
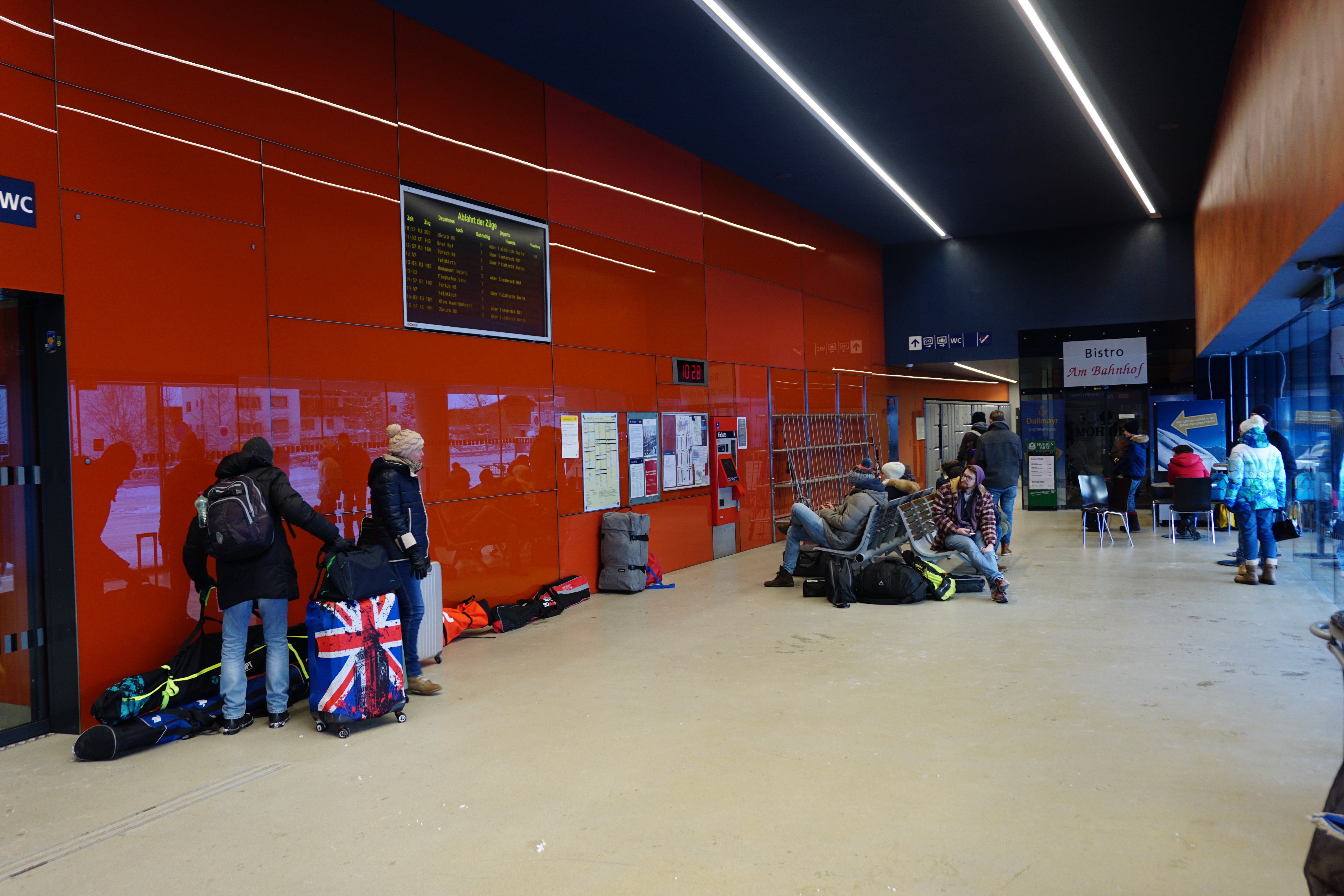
Váróterem
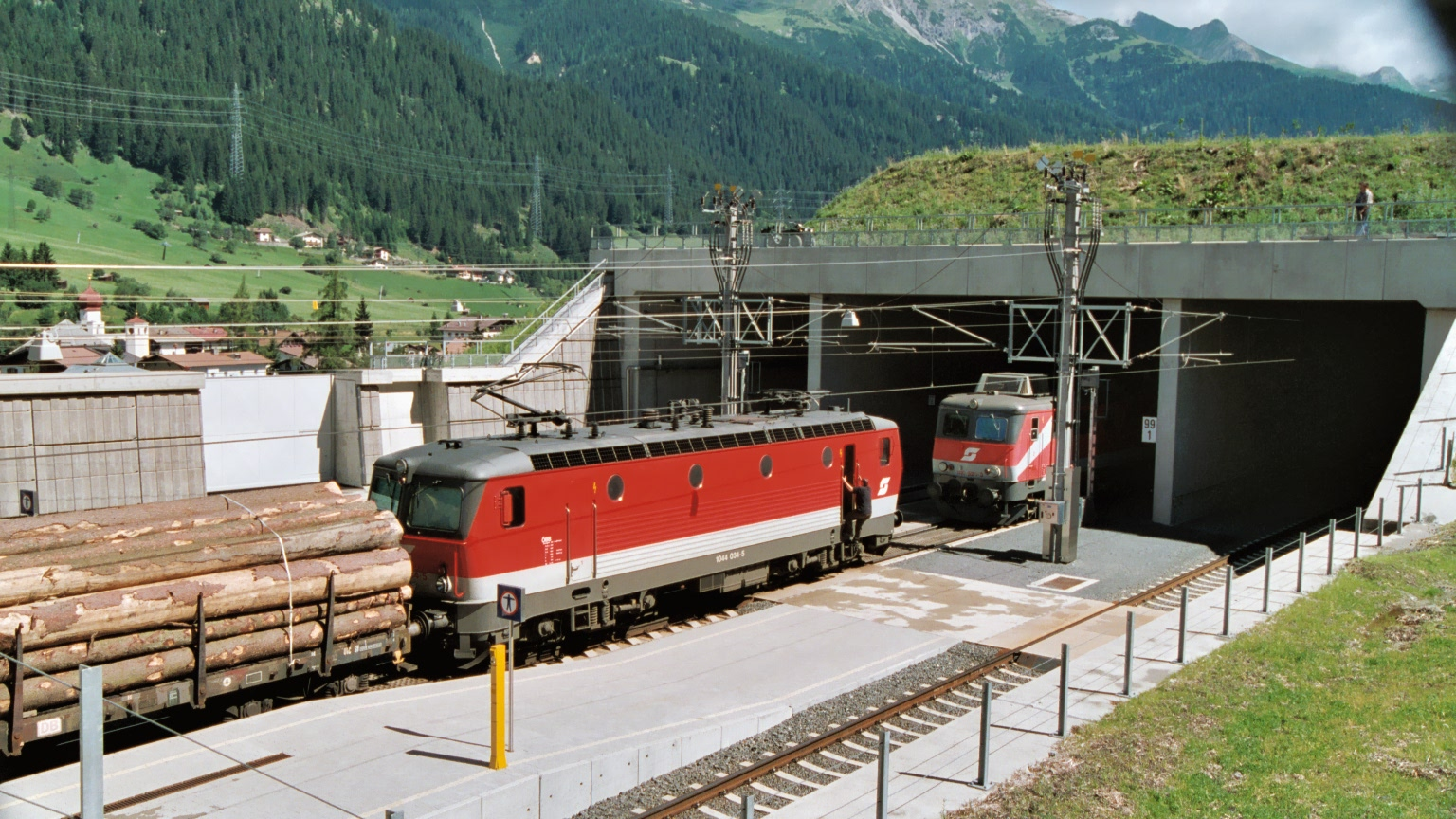
Vonatok az állomáson, az alagút előtt